# Komuna e Petranit
Komuna e Petranit är en kommun i Albanien.   Den ligger i prefekturen Qarku i Gjirokastrës, i den södra delen av landet, 130 km söder om huvudstaden Tirana.
I omgivningarna runt Komuna e Petranit växer i huvudsak blandskog.  Runt Komuna e Petranit är det ganska glesbefolkat, med 24 invånare per kvadratkilometer.